# イオンモール名古屋ワンダーシティ
イオンモール名古屋ワンダーシティ（イオンモールなごやワンダーシティ）は、愛知県名古屋市西区二方町に所在していたショッピングセンター。1994年（平成6年）3月17日開業。
大規模な建て替えののち、2009年（平成21年）4月21日以降は「mozoワンダーシティ」として営業を行っている。

## 概要
1993年（平成5年）2月4日、三菱商事グループのアイテックス（旧愛知紡績）は、本社工場の遊休地を活用してショッピングセンター「ワンダーシティ21（仮称）」の開設計画を発表。この時点ではダイヤモンドシティをデベロッパーとして、第4次商圏で約10万世帯、商圏人口30万人を対象とする計画であった。なお、当地は「工業地区」指定のため、そのままではショッピングセンターの建設は不可能であったことから、行政に働きかけて市街化調整区域に変更した上で建設が進められた。
開業時点では、約40,000m2の敷地に建てられた鉄骨造地上4階建て延床面積約59,935m2の建物内に、ジャスコを核店舗として物販店舗52店舗と飲食店など18店舗の合計70店舗が入居。1972年（昭和47年）3月に建設された建物を活用した「ワンダースクエア棟」には、デイツーとスポーツオーソリティが出店していたほか、1995年から2004年までは、ワンダースクエア前に総合住宅展示場も併設されていた。2002年（平成14年）12月には、道路を挟んだ隣接地へ「ダイヤモンドシティ ワンダーシネマ10」を開設。ワンダーシネマ10はイオンシネマのほか、物販店舗としてエイデンやライトオンも入居していた。2005年（平成17年）3月時点では、「ダイヤモンドシティ ワンダーシネマ10」を除くと12棟で構成されていた。

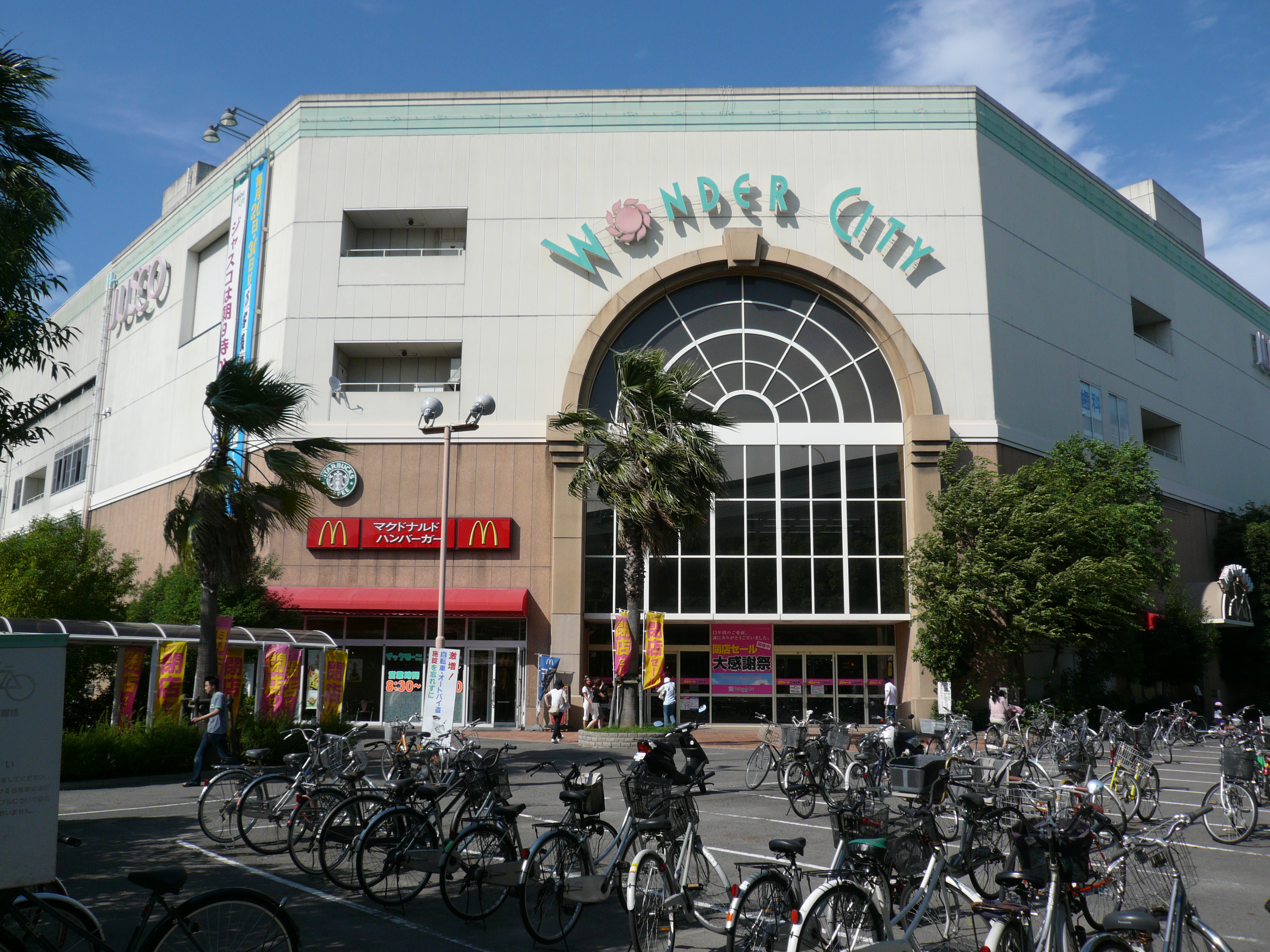
ジャスコワンダーシティ店（本館）
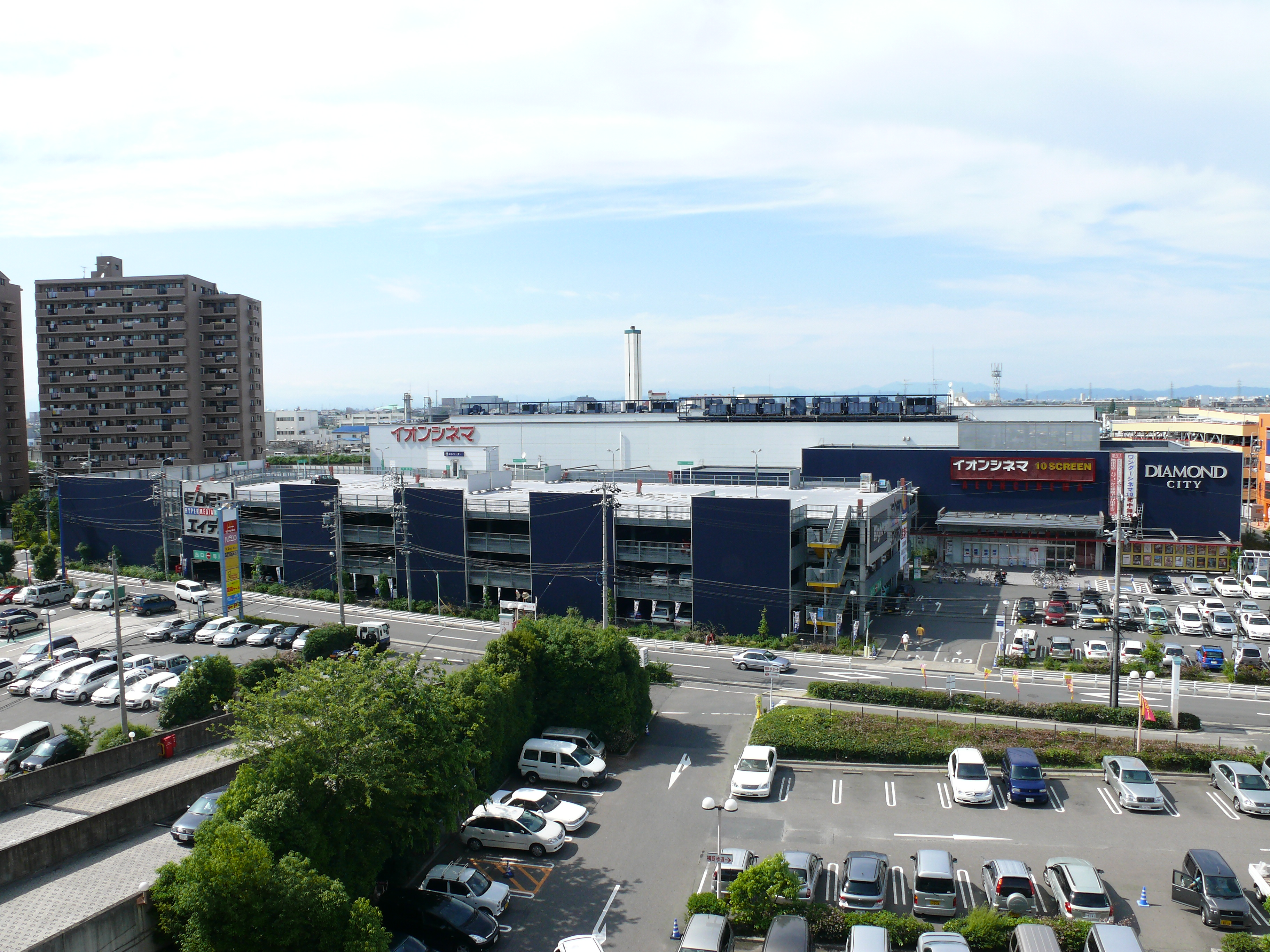
ワンダーシネマ10（シネマ棟）
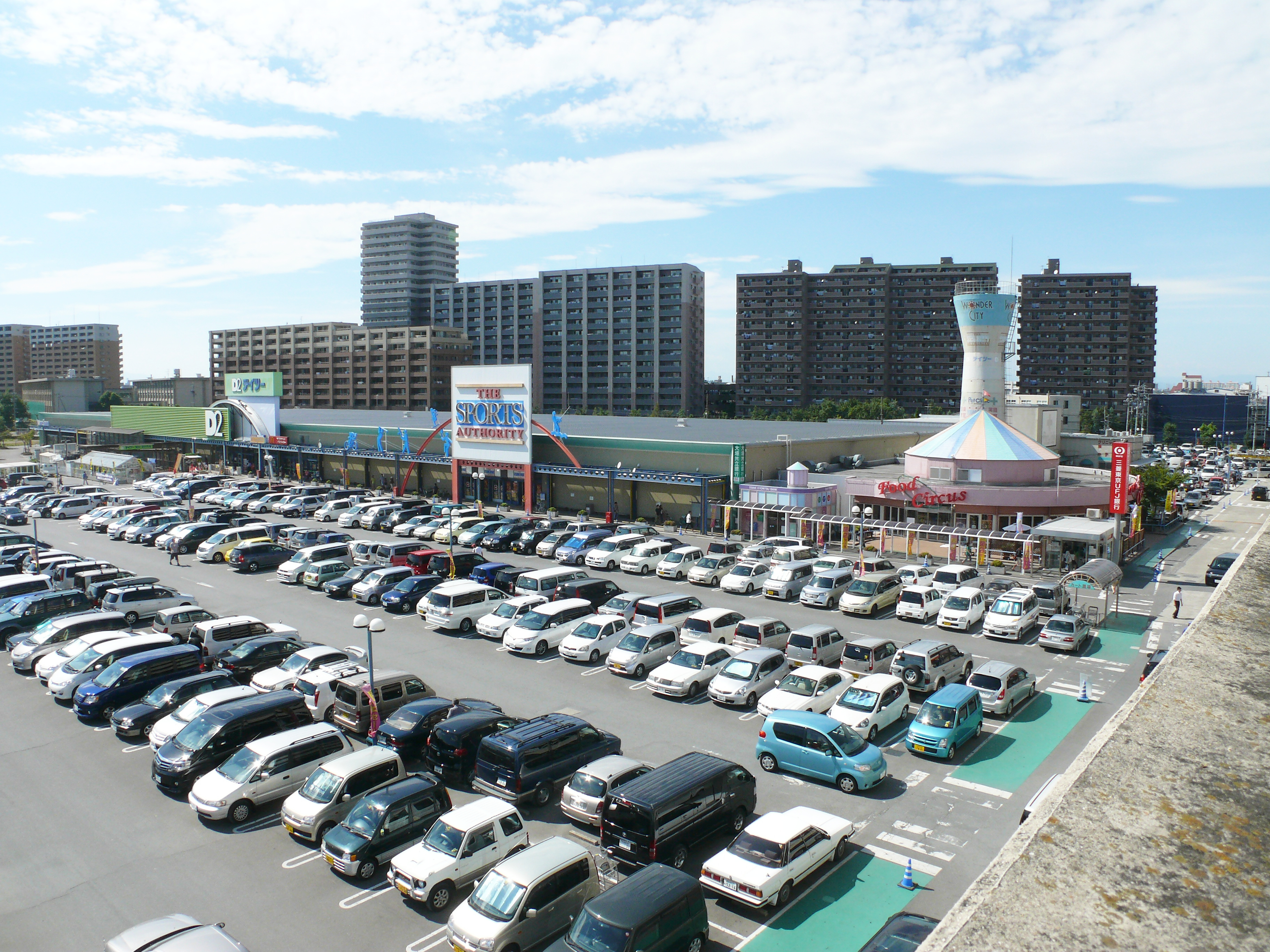
ワンダースクエア
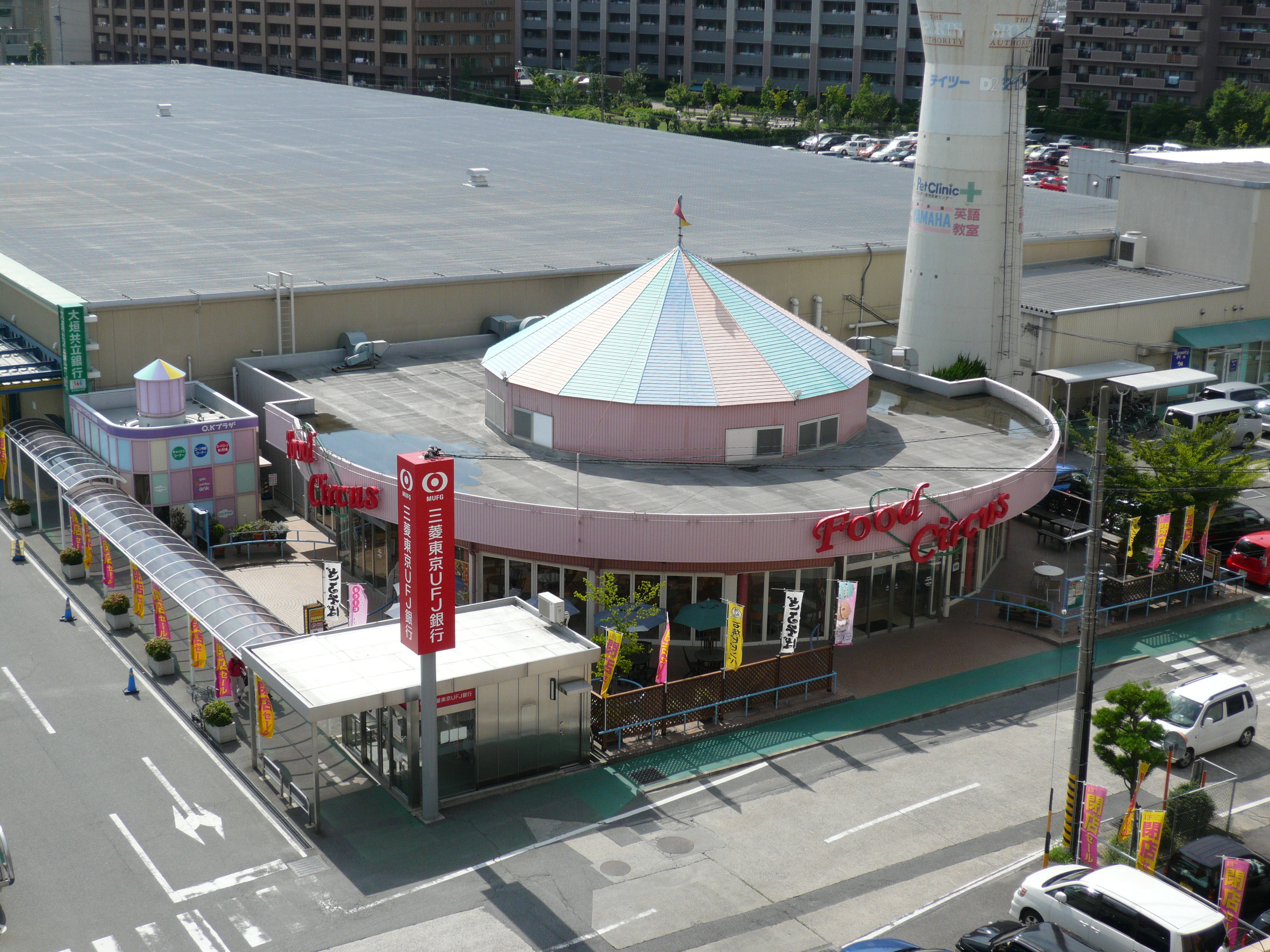
フードサーカス
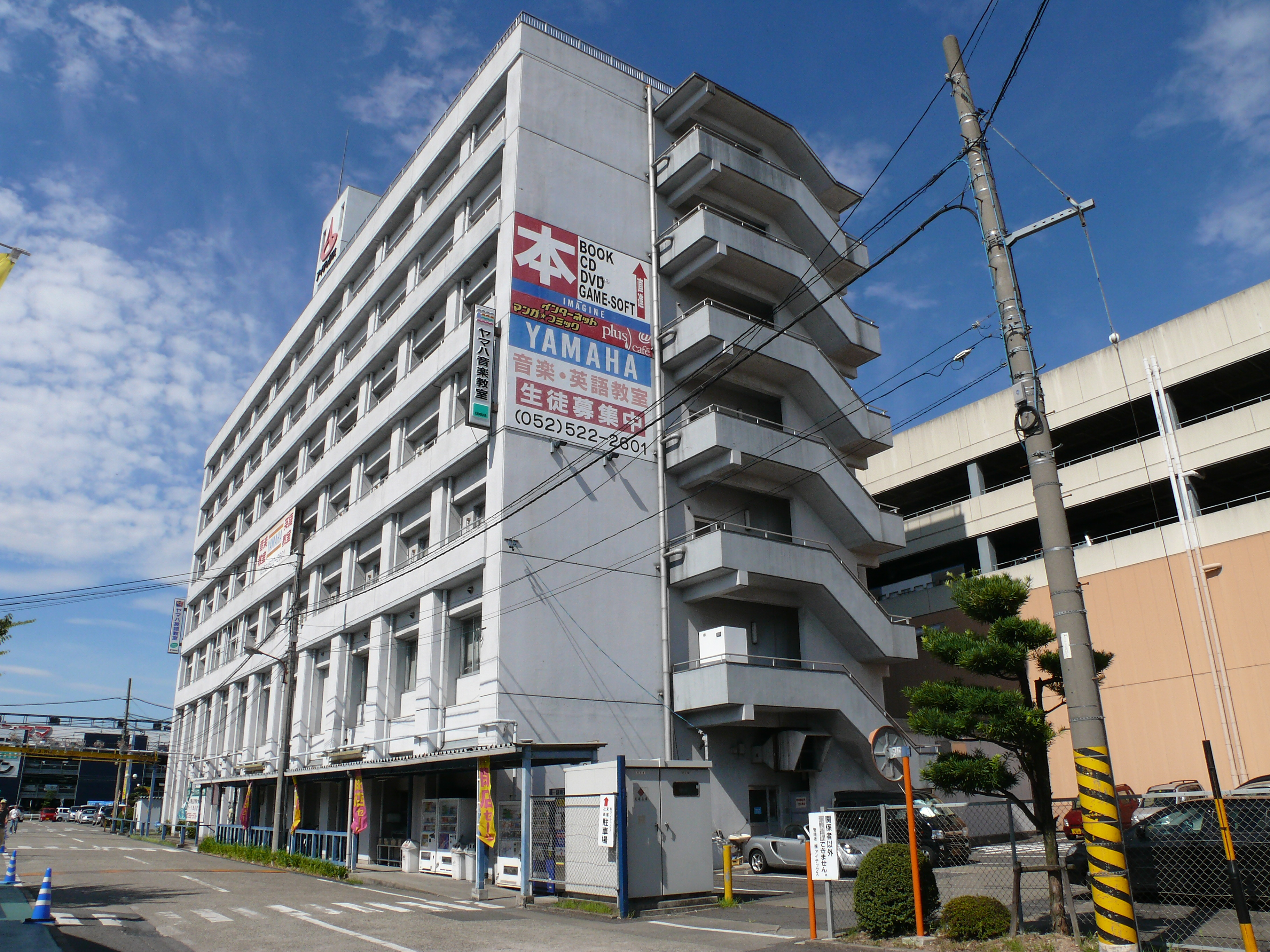
センタービル

### 建て替え、新店舗への移行
その後、施設の老朽化や郊外型大型店への規制強化の施行が迫ったことなどを理由に建替えが決定し、2007年（平成19年）8月20日に当施設の主要部分を閉店した。建替え事業は三菱商事によるもので、以降はシネマ棟2階のイオンシネマ・1階のエイデンのみ継続営業し、1階の空きテナント部分に仮店舗の「ジャスコワンダーシティ食品館」を入居した上で、本棟の建て替えを進めた。また9月には「スポーツ棟」を開設し、本棟やセンタービルに入居していたグンゼスポーツクラブコムズ、ヤマハ音楽教室を移転した。2009年（平成21年）4月9日、本棟の完成に伴ってジャスコワンダーシティ食品館は閉店している。
建て替えの終了後、2009年4月21日に「mozoワンダーシティ」が正式開業。これに伴い、「ダイヤモンドシティ ワンダーシネマ10」はソフトオープン日の4月13日付で廃止され、上小田井ショッピングセンター（営業上の名称もイオンモール名古屋ワンダーシティからmozoワンダーシティに変更）に統合された。

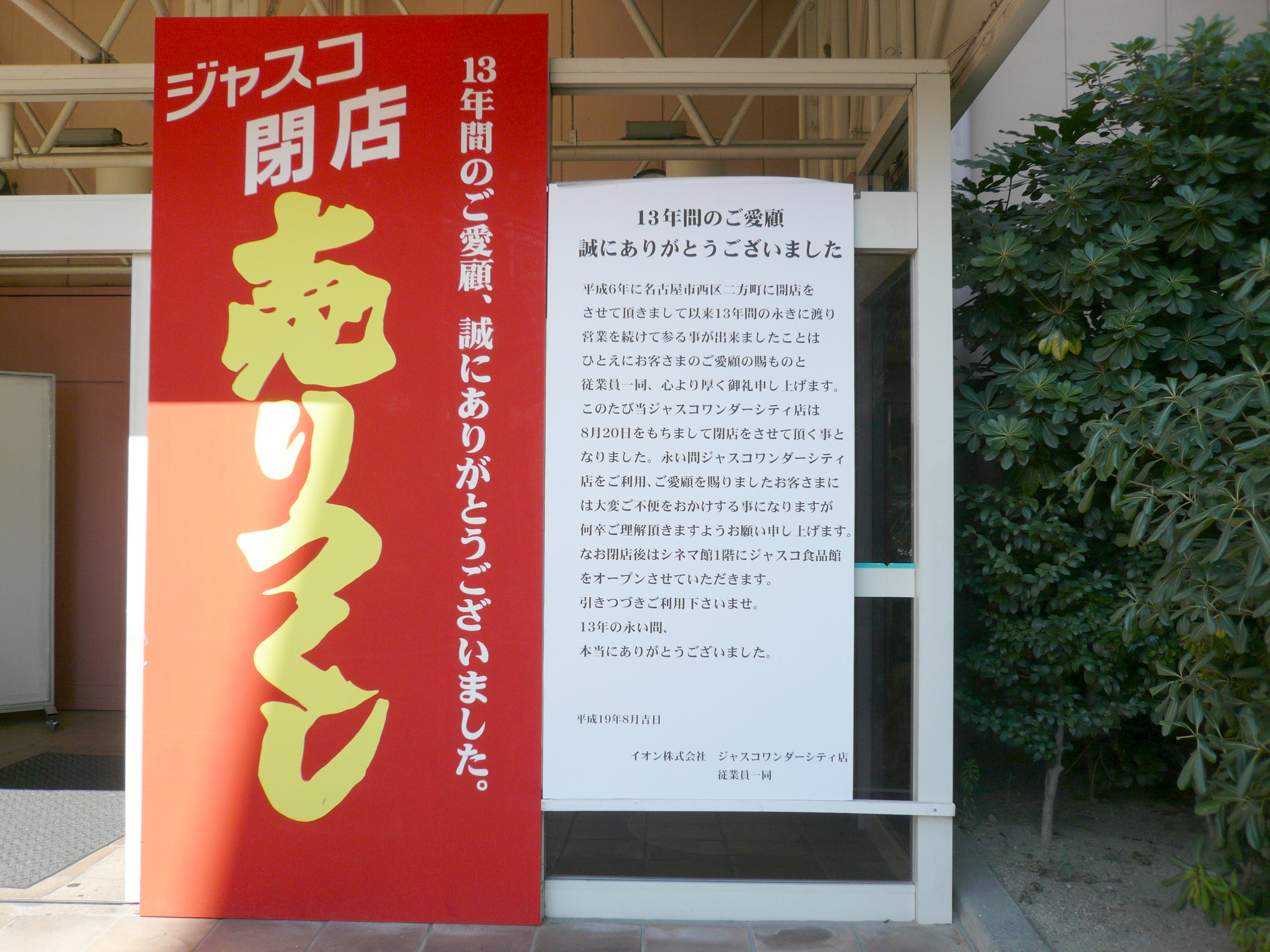
閉店に伴う案内板

## 歴史
- 1994年（平成6年）3月17日 - ダイヤモンドシティ、アイテックス、三菱商事、ジャスコの4社が中心となり、工場跡地に「ワンダーシティ」を開設[4]。
- 2001年（平成13年）
  - 1月31日 - ダイヤモンドシティのショッピングセンターとして初めてISO14001の認証を取得。
  - 10月1日 -ダイヤモンドシティがスポーツクラブ「コムズ」をグンゼスポーツに売却[23]。
- 2002年（平成14年）4月 - 電力自由化にともない、電力供給を中部電力から三菱商事系列のダイヤモンドパワーに変更。ダイヤモンドシティとしては電力自由化に対応する初めてのケースとなった。
- 2002年（平成14年）12月 - シネマ棟「ワンダーシネマ10」を開設[1]。名古屋市内では初のシネコン併設SCとなる。
- 2005年（平成17年）3月31日 - 本棟・ワンダースクエア棟などシネマ棟以外の建物・敷地の所有権を、アイテックスから不動産投資信託の日本リテールファンド投資法人へ信託譲渡する形で移管[7]。
- 2007年（平成19年）
  - 8月20日 - シネマ棟を除く施設が閉店[2][5]。
  - 8月21日 - 運営会社の合併に伴ってダイヤモンドシティからイオンモールの運営へ移行。本施設の名称も「イオンモール名古屋ワンダーシティ」と改められる[24][25]
  - 8月26日 - 日本リテールファンド投資法人が「ワンダーシティ別棟（後のmozoワンダーシティスポーツ棟となる建物）」を開設し「グンゼスポーツクラブCOMS」が旧本館から移転開業。
  - 8月30日 - シネマ棟1階を改装の上、ジャスコの食料品売り場が旧本館から移転。ワンダーシティ食品館（仮店舗）として開業。
  - 8月31日 - 建て替え作業に伴い、同日付で土地・建物の権利を三菱商事へ一時譲渡[2][注釈 3]。
  - 9月1日 - 「ヤマハユニスタイル・ワンダーシティセンター」（音楽・英語教室）が「ワンダーシティ別棟（現在　mozoワンダーシティスポーツ棟）」へ旧センタービルから移転・開業。
  - 12月27日 - 名古屋市に大規模小売店舗立地法に基づき、新築後のショッピングセンターを申請。「ワンダーシティ21」および「ワンダーシネマ10」を廃止・統合し、「上小田井ショッピングセンター」として、申請上でも新本館と既設シネマ棟が一体の小売店舗として運営されることとなった（「ワンダーシネマ10」は、2009年4月13日に廃止）。
- 2009年（平成21年）
  - 1月19日 - 新SCの名称を「mozoワンダーシティ」とすることを発表[27]。
  - 4月21日 - 「mozoワンダーシティ」として開業[11]。

## 交通アクセス
- 名古屋市営地下鉄鶴舞線・名鉄犬山線 上小田井駅
- JR東海交通事業城北線 小田井駅
- 名古屋第二環状自動車道「平田I.C」/「山田東I.C」

### 名古屋市届出関係

#### 大規模小売店舗立地法による届出公示
平成19年度＝旧SC廃止,平成19年度＝仮店舗営業開始,平成19年度1-1物販店舗建設計画申請（建築物総合環境性能評価システム CASBEE名古屋）,平成17年度,平成16年度,平成15年度,平成14年度1,平成14年度2

#### 土壌汚染報告
平成20年3月17日,平成20年1月28日,平成20年3月13日,平成16年5月19日